# نابرابری پستان
نابرابری پستان یا آنیزوماستی (انگلیسی: Anisomastia) یک وضعیت پزشکی است که در آن، عدم تقارن یا نابرابری شدید در اندازه پستان‌ها وجود دارد که به‌طور کلی از تفاوت حجم آنها ناشی می‌شود. به عبارت دیگر وقتی یکی از پستان‌ها از دیگری بسیار بزرگتر باشد، از اصطلاح آنیزوماستی استفاده می‌شود. البته باید توجه داشت در حالت عادی عدم تقارن جزئی پستان‌ها امری شایع است و بیماری محسوب نمی‌شود. آنیزوماستی را می‌توان با عمل جراحی بزرگ کردن پستان یا کوچک کردن پستان اصلاح کرد.